# Phare de Frenchman Island
Le phare de Frenchman Island (en anglais : Frenchman Island Light) est un phare actif situé sur l'île Frenchman du lac Oneida, dans le comté d'Oswego de l'État de New York aux États-Unis.

## Histoire
Frenchman Island est une île de 11 hectares située sur le lac Oneida. Il était historiquement connu comme Seven Mile Island pendant la Révolution américaine et par le peuple des Onondagas comme Kah-wha-nah-kee. Même si l'île fut jadis un lieu de villégiature populaire, elle est aujourd'hui inhabitée et en grande partie abandonnée, à l'exception du phare et d'un quai du côté sud de l'île. L'île est ouverte au public à des fins récréatives, mais elle ne peut être atteinte que par bateau.
L'île abrite l'un des trois phares utilisés pour guider la navigation sur le lac Oneida. Les phares ont été construits en 1917 dans le cadre du New York State Canal System, qui utilise le lac Oneida dans le cadre de sa voie navigable allant de l'Hudson au lac Érié. Le phare de Frenchman Island est toujours en activité et est géré par la New York State Canal Corporation (en). Bien que le phare ait été achevé en août 1917, il n'a été mis en service qu'en 1918. Aujourd'hui, la lumière blanche à occultation de 1 500 bougies est alimentée par de l'électricité commerciale, bien qu'elle ait fonctionné au gaz pendant plusieurs années après son achèvement initial.
La tour avait à l'origine été construite pour mesurer 26 mètres de haut, et une tourelle métallique à claire-voie supplémentaire de 6 mètres a été ajoutée à la tour en 1949. La lumière de la tour est visible à une distance maximale de 32 km.

## Description
Le phare est une tour à structure béton et acier avec une galerie et sans lanterne de 32 m de haut. La tour est peinte. Son feu à occultations émet, à une hauteur focale de 37,5 m, un éclat vert par période de 4 secondes. Sa portée est de 20 milles nautiques (environ 37 km).
Identifiant : ARLHS : USA-1045 ; NYSC-131.